# Titu Maiorescu - 150
Titu Maiorescu - 150 este un film românesc din 1990 regizat de Erich Nussbaum.